# Telecel Ghana
Telecel Ghana es una empresa de telecomunicaciones subsidiaria de Telecel Group, una empresa de telecomunicaciones de África. Son el proveedor líder de soluciones integrales de comunicaciones. En febrero de 2023, Telecel Group completó un acuerdo para adquirir el 70% de las acciones de Vodafone Ghana  en Ghana Telecom Company Limited  y cambió el nombre  de Vodafone Ghana a Telecel Ghana. 
En febrero de 2024, Telecel Ghana anunció una gran expansión de la red para sumar 300 nuevos puntos de tecnología 4G en un tiempo récord. 
Telecel Ghana ha sido premiada como una de las mejores compañías ghanesas por séptimo año consecutivo. El reconocimiento, otorgado por el Top Employers Institute, reconoce el compromiso de la empresa con políticas sólidas de RRHH, desarrollo de los empleados y cultura en el lugar de trabajo. Los administradores de Telecel Ghana enfatizaron su intención de fomentar un ambiente de trabajo inclusivo e innovador. 

## Problemas de internet
En marzo de 2024, la empresa perdió la conectividad de la red debido a un corte en sus cables submarinos,  lo que provocó la interrupción de los servicios en redes fijas y móviles durante varios días.  Posteriormente, consiguieron capacidad de Internet a través de socios locales e internacionales.  

## Liderazgo
A partir de marzo de 2024, Patricia Obo-Nai es la directora ejecutiva de la empresa. 

## Proyectos e iniciativas

### Fundación Telecel Ghana
El 14 de diciembre de 2024, la Fundación Telecel Ghana concluyó el primer período de su Academia DigiTech en la St. Cecilia Roman Catholic JHS en Ho,  centrándose en la educación STEM con capacitación práctica en desarrollo web, IoT, robótica y programación .   